# Dracula: Swing of Death
Dracula - Swing of Death è una rock opera interpretata dal celebre cantante Norvegese Jørn Lande e l'ex chitarrista dei Wig Wam, Trond Holter.
Il concept album è basato sul Dracula di Bram Stoker e vede un Lande in splendida forma accompagnato da una sezione musicale impeccabile e omaggiato da una voce femminile (la splendida Lena Fløitmoen Børresen) che impreziosisce un lavoro magistrale.
Molti le influenze presenti sul disco, con forti richiami alla teatralità dei primi Queen e al glam rock dei migliori Kiss; il frontman, interpretativo ed evocativo come non accadeva da anni, trova qui la sua dimensione canora più consona, che lo riporta ai fasti di lavori più datati come le collaborazioni con Nikolo Kocev e Ken Hensley, ovvero un ritorno a quelle linee melodiche tipiche dell'hard rock ma di matrice blues.

## Tracce
Testi di Jørn Lande & Trond Holter, musiche di Trond Holter & Jørn Lande.
1. Hands of Your God – 3:38
2. Walking On Water – 5:43
3. Swing of Death – 4:37
4. Masquerade Ball – 3:34
5. Save Me – 4:19
6. River Of Tears – 4:50
7. Queen of the Dead – 6:12
8. Into the Dark – 3:33
9. True Love Through Blood (Instrumental) – 3:57
10. Under The Gun – 5:10
11. Hands of Your God (acoustic) – 3:01

## Band
- Jørn Lande - voce
- Trond Holter - chitarra, pianoforte
- Bernt Jansen - basso, cori
- Per Morten Bergseth - batteria
- Lena Fløitmoen Børresen - voce su "Save Me", "River of Tears”, "Into the Dark" and “Under the Gun", cori su "Swing of Death"